# Skrynkelbryum
Skrynkelbryum (Bryum cyclophyllum) är en bladmossart som beskrevs av Bruch och W. P. Schimper 1839. Skrynkelbryum ingår i släktet bryummossor, och familjen Bryaceae. Arten är reproducerande i Sverige. Inga underarter finns listade i Catalogue of Life.